# 秘なる海
『秘なる海』（原題：Enigmatic Ocean）は、フランス人ヴァイオリニスト、ジャン＝リュック・ポンティが1977年に発表したスタジオ・アルバム。

## 背景
アラン・ホールズワースと、当時ポンティのレギュラー・バンドのメンバーであったダリル・ステューマーのツイン・ギター編成で録音された。ステューマーは2007年のインタビューにおいて、当時のことを「私は既にトニー・ウィリアムスの『ビリーヴ・イット』というアルバムでアランの演奏を聴いて、感銘を受けていた。だからジャン＝リュックが2人のギタリストの演奏を行ったり来たりさせようとしたことは、私にとって本当に嬉しいアレンジで、素晴らしい体験になった」と振り返っている。本作でドラムスを担当したスティーヴ・スミスは、その後ロニー・モントローズ・バンドを経てジャーニーに加入した。
収録曲「蜃気楼」は、後にポンティがジョン・アンダーソンと共に結成した「アンダーソン＝ポンティ・バンド」の楽曲「Infinite Mirage」の原型となった。

## 反響・評価
アメリカの総合アルバム・チャートBillboard 200では35位に達し、ポンティ初の全米トップ40アルバムとなった。また、『ビルボード』のジャズ・アルバム・チャートでは自身初の1位獲得を果たした。
アレックス・ヘンダーソンはオールミュージックにおいて5点満点中4.5点を付け「ポンティの最高傑作の一つ」「アグレッシヴであることも多いが、一方で思慮深くムーディーでもあり、予測不可能かつ冒険的」と評している。

## 収録曲
全曲ともジャン＝リュック・ポンティ作。
1. 出航への序章 - "Overture" - 0:47
2. トランス・ラヴ号 - "The Trans-Love Express" - 3:59
3. 蜃気楼 - "Mirage" - 4:53
4. 秘なる海 パートI - "Enigmatic Ocean - Part I" - 2:23
5. 秘なる海 パートII - "Enigmatic Ocean - Part II" - 3:35
6. 秘なる海 パートIII - "Enigmatic Ocean - Part III" - 3:42
7. 被なる海 パートIV - "Enigmatic Ocean - Part IV" - 2:26
8. ノスタルジック・レディ - "Nostalgic Lady" - 5:24
9. 海洋への挑戦 パートI - "The Struggle of the Turtle to the Sea - Part I" - 3:35
10. 海洋への挑戦 パートII - "The Struggle of the Turtle to the Sea - Part II" - 3:34
11. 海洋への挑戦 パートIII - "The Struggle of the Turtle to the Sea - Part III" - 6:03

## 参加ミュージシャン
- ジャン＝リュック・ポンティ - ヴァイオリン、ベル
- ダリル・ステューマー - リードギター、リズムギター
- アラン・ホールズワース - リードギター
- アラン・ザヴォッド - ピアノ、エレクトリックピアノ、オルガン、クラビネット、シンセサイザー
- ラルフ・アームストロング - ベース、フレットレスベース
- スティーヴ・スミス - ドラムス、パーカッション